# 뉴욕 경찰국

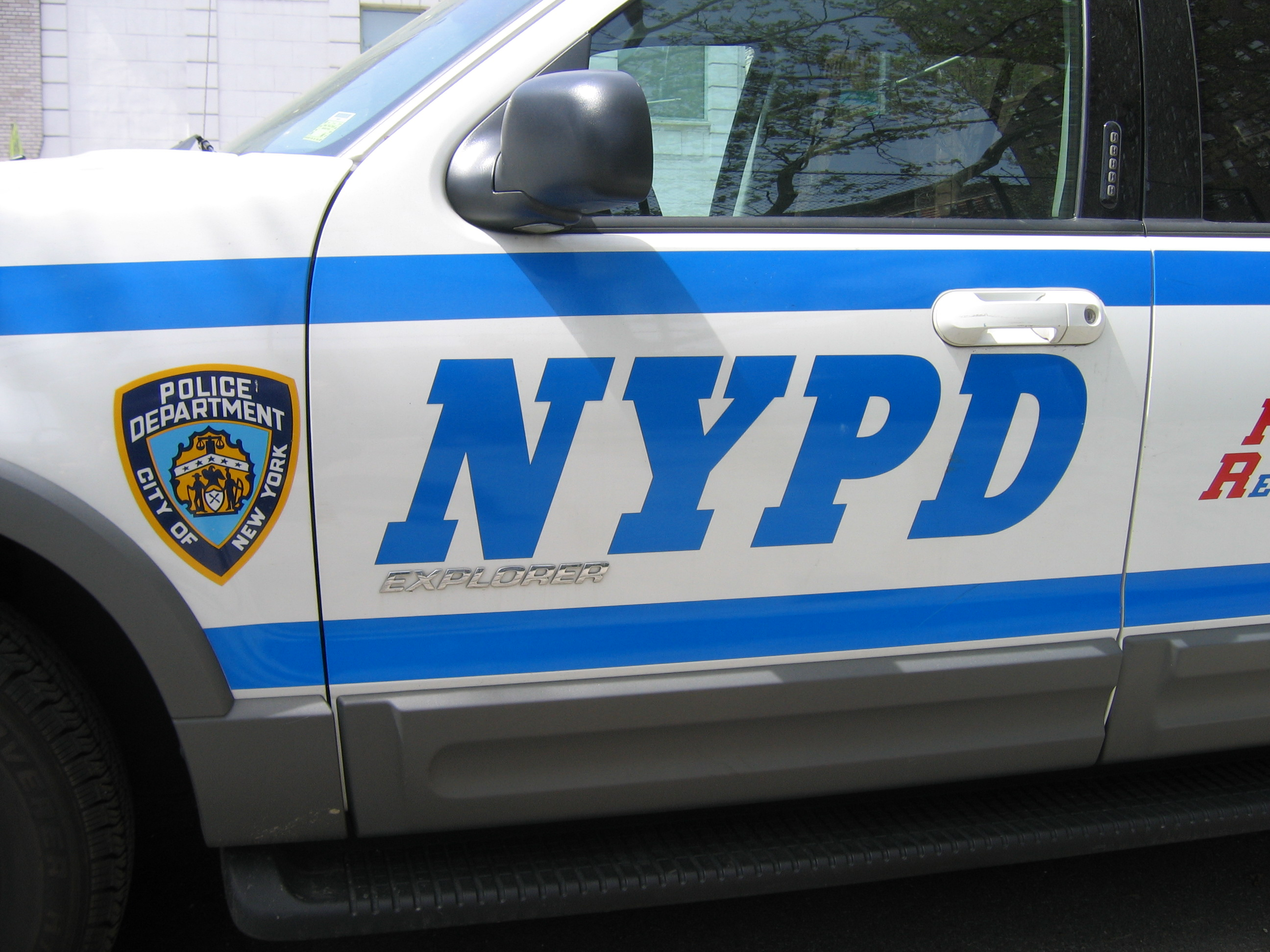
뉴욕 경찰국의 경찰차

뉴욕 경찰국(The New York City Police Department), 뉴욕 시경(NYPD)은 1845년에 설치되어 뉴욕의 5개 자치구에서의 법의 집행 및 수사 활동에 우선적 책임이 있는 미국에서 가장 규모가 큰 자치 경찰 조직이다.
뉴욕 시경은 미국의 시경찰국 중 가장 규모가 크며, 2005년 기준 정원은 35,000명이다. 대략 경찰 1인당 200명을 담당한다. 1년 예산은 39억달러(4조원)이다. 미국에는 뉴욕시 경찰국장이 최고계급이고 그 위에 상급자는 없다. 시경국장은 뉴욕 시장이 임명한다.
뉴욕 시경은 자체 내에 폴리스 아카데미를 보유하여 신규경찰을 훈련한다.

## 순직
1806년 뉴욕경찰 창설이래 2011년까지 781명의 경찰관이 순직했다. 911 테러 당시 23명이 순직했다.

## 지방검사실
뉴욕에는 5개의 지방검사실이 있으며, 여기에 뉴욕경찰 형사팀이 각각 파견되어 있다. 지방검사실은 변호사인 지방검사장 1인이 지휘하며, 여러 명의 지방검사와 지방검사보인 변호사가 기소업무를 담당한다.

## 훈장
뉴욕경찰은 자체적으로 훈장을 제정하여 수여한다.